# 2003年热带风暴比尔
热带风暴比尔（英語：Tropical Storm Bill）是一场于2003年夏季对美国墨西哥湾沿岸地区产生影响的热带气旋，也是2003年大西洋飓风季期间第2场获得命名的风暴，于6月29日在尤卡坦半岛以北由一股东风波发展而成。系统在北上的过程中缓慢增强，并在登陆路易斯安那州中南部前不久达到持续风速每小时95公里的最高强度。比尔在陆地上空迅速减弱并加速向东北进发，风暴带来的湿气与一股逐渐逼近冷锋中的寒冷空气相结合，催生了多达34场龙卷风。7月2日，风暴转变成温带气旋，并在当天晚些时候由冷锋吸收而消散。
风暴在登陆路易斯安那州期间产生了中等强度的风暴潮，引发潮汐洪灾。该州东北部一个小镇的堤防遭大浪突破，镇上许多民房被淹。土壤湿软加上中等强度的大风导致许多树木倒塌，有些还砸中了房屋和供电线路，引起数十万用户失去电力供应。佛罗里达州有两人因汹涌的海浪溺亡。风暴在更为内陆的区域催生了多场龙卷风，局部地区受到中等程度破坏。热带风暴比尔在行经之处共夺走了4条人命，造成的经济损失约为5000万美元（2003年美元，相当于2025年的8546萬美元）。

## 气象历史
6月24日，加勒比海有一股东风波在和一个上层低气压相互作用的过程中发展出零散对流。系统缓慢向西北方向移动，由此存在强烈的上层风切变，其组织机构杂乱无章。6月27日晚，广阔的低气压区周围环绕的对流层次结构略有改善，但因为系统正朝尤卡坦半岛逼近，所以与陆地间的相互作用也令其无法得到进一步发展。低气压区在尤卡坦半岛中部上空组织性得以加强，系统转向西北进入墨西哥湾的温暖水域后，对流开始迅速发展并组织起来。6月29日，由于内部已发展出闭合环流，系统在尤卡坦州港口城市普罗格雷索（Progreso）以北约60公里海域增强成2003年大西洋飓风季的第三号热带低气压。

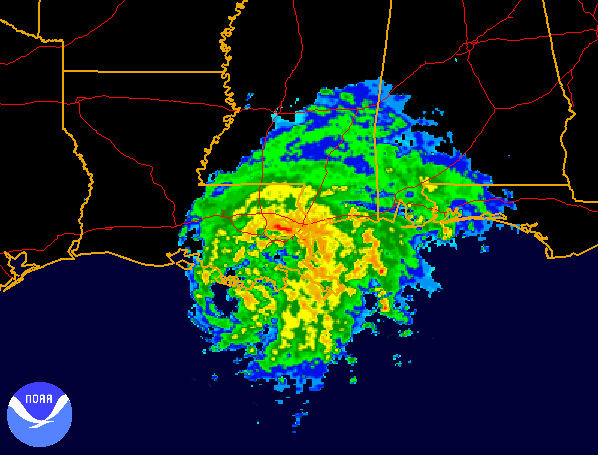
热带风暴比尔登陆路易斯安那州。

6月29日晚，低气压迅速增强成热带风暴并因此获命名为“比尔”（Bill）。在实际操作中美国国家飓风中心一直到气旋达到热带风暴强度时才开始发布相应公告。系统起初类似于亚热带气旋，其最强风力和深层对流都远离风暴中心，由于最初的起源属热带天气系统，所以还是归类成热带气旋。随着风切变的减少，风暴稳步增强，美国国家飓风中心起初预计，如果下层环流在最深层对流下方组织起来，那么比尔有可能达到飓风强度。气旋围绕一片高压脊的边缘移动，先朝西北偏北飘移，之后又转向北上。6月30日，热带风暴比尔在从路易斯安那州泰勒博恩堂区登陆前1小时达到风速每小时95公里的最高强度。气旋以最高强度登岸，并在加速向东北内陆前进的过程中迅速减弱。风暴途经美国东南部期间仍然保持着热带天气系统特征，一直到7月2日在田纳西州和弗吉尼亚州遇到一股逐渐逼近的冷锋时止。残留的温带风暴于7月3日接近弗吉尼亚州中部上空时由冷锋吸收，而残留的低气压区则继续向东北方向行进，于7月3日晚到达大西洋上空。

## 防灾措施
气旋形成后不久，美国国家飓风中心向加尔维斯顿岛最南端到路易斯安那州摩根城之间地区发布了热带风暴观察预警。随着风暴进一步北上，原本的观察预警予以取消，改向德克萨斯州加尔维斯顿县海艾兰（High Island）到密西西比州帕斯卡古拉之间区域发布热带风暴警告。比尔登陆前不久，海艾兰到路易斯安那州卡梅伦之间的警告予以中止。美国国家飓风中心还一度向路易斯安那州弗米利恩堂区因特拉科斯特尔城（Intracoastal City）和摩根城之间发布飓风观察预警，但在比尔未能增强到飓风强度后予以中止。风暴登陆前，美国国家气象局驻地方办事处向墨西哥湾沿岸大片区域发布了山洪暴发预警和龙卷风预警。
有41个石油平台和11个石油钻塔因热带风暴比尔的威胁而实施人员撤离，导致石油产量减少了超过71万亿桶，天然气1700万立方米。
美国红十字会动员工作人员在风暴来临前给路易斯安那州送去食品、饮用水和其它物资，并在该州应急管理官员的请求下为低洼地区居民开设了两个避难所。新奥尔良的多个水闸在风暴登陆前关闭，许多大学和政府办事处也暂时关闭。墨西哥湾沿岸各堂区关闭了多个夏令营，并准备了沙袋、船只和高轮式车辆。政府宣布格兰德艾尔实行自愿撤离，但听取这一建议的居民很少。路易斯安那州州长麦克·福斯特（Mike Foster）宣布全州进入紧急状态以便更加方便地调动州内资源；密西西比州州长罗尼·马斯格罗夫（Ronnie Musgrove）也宣布该州哈里森县、汉考克县和杰克逊县进入紧急状态，并开设了多个避难所。密西西比州官员因预计风暴会带来中等强度风暴潮和高于正常水平的潮汐而下令洪水易发地区居民予以疏散。

## 影响
比尔沿途共计夺走了4条人命，还造成轻到中度破坏，经济损失共计超过5000万美元（2003美元，相当于2025年的8546萬美元），其中大部分是因洪水或龙卷风引起。风暴共计催生出34场龙卷风，截至2014年6月中旬，这个数字仍然可以在信史的所有北大西洋热带气旋中排到第17位。这些龙卷风的暴发主要由多种因素引起，其中包括风切变、风暴产生的潮湿空气和逐渐逼近冷锋带来的寒冷空气。虽然龙卷风的数量很多，但其中大部分强度都很弱，持续时间也短。风暴的前身天气系统给墨西哥坎佩切湾的沿海地区带去降水，尤卡坦州的最高降雨量达到近100毫米，坎佩切州也有超过75毫米。

### 西部墨西哥湾沿岸

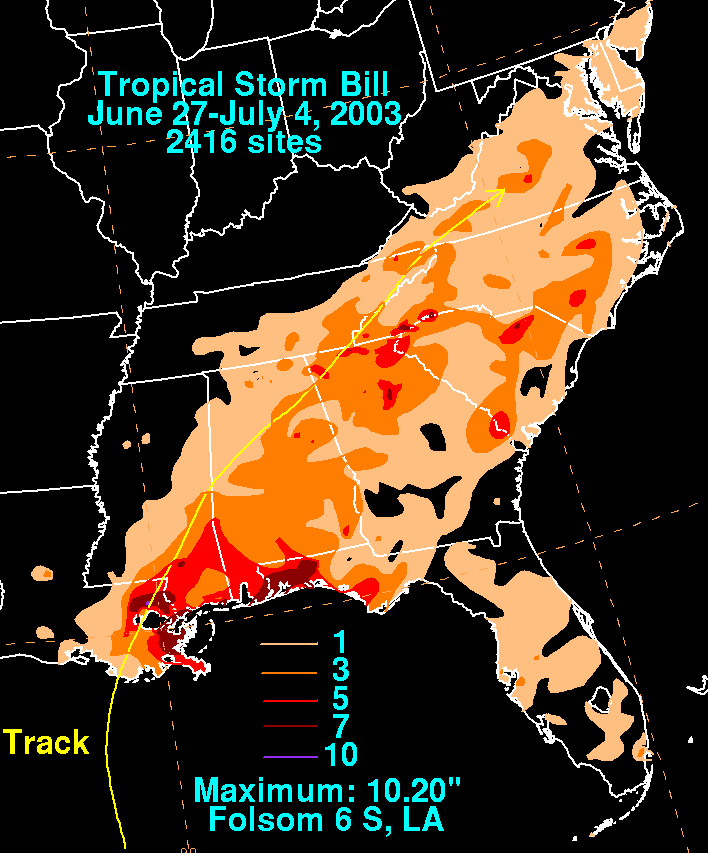
热带风暴比尔的降雨量分布。

比尔的外围雨带给德克萨斯州东南部带去小雨，降雨量最高的牙买加海滩（Jamaica Beach）达到27毫米。风暴产生的持续风速一直很弱，阵风时速最高的是加尔维斯顿县东部记录下的32公里。气旋登陆期间给加尔维斯敦的休闲码头带去了1.1米高的风暴潮。德克萨斯州受到的影响很小，只有玻利瓦尔半岛（Bolivar Peninsula）出现轻微的海滩侵蚀。
热带风暴比尔登陆路易斯安那州时也给该州带去了中等强度的风暴潮，全州以泰勒博恩堂区肖万（Chauvin）的风暴潮最高，有1.8米。蒙特古特（Montegut）的一座堤防已在9个月前因飓风莉莉受损，比尔产生的浪涌也再次冲过受损的大堤，淹没了镇上的许多民房，迫使整个社区进行疏散。该镇有150套民宅因此受损，其中半数程度严重。风暴潮对路易斯安那州东南部多个海拔较低的城市构成影响，许多道路被淹，其中包括通往格兰德艾尔的唯一一条公路，居民和游客因此受困。这条路一直到风暴过去一天、洪水退去后才重新开放。洪水涌入了圣坦曼尼堂区一些住宅和商户，风暴潮共计造成了410万美元（2003美元，相当于2025年的701萬美元）的损失。汹涌的海浪致使两艘船只沉没，幸运的是船上人员均安全获救。
比尔在圣贝尔纳堂区催生了第一场龙卷风，其藤田级数达到0级，摧毁了一座船屋。另一场持续时间很短的级龙卷风在里瑟夫（Reserve）着陆，袭击了一所私立高中，该校有一间教室被摧毁了一半，另外还有多间受损。这场龙卷风之后经过一个拖车停车场，造成20辆拖车不是彻底被毁就是严重受损。当时一辆拖车中有一位女性和三名儿童，他们和拖车一起被龙卷风卷到空中，一直到9.1米外才掉下来，幸运的是4人都没有出现严重损伤。这场龙卷风造成了约200万美元（2003美元，相当于2025年的342萬美元）的损失。第三场龙卷风为级，袭击了新奥尔良，导致一辆汽车和一套房子的屋顶受损。
路易斯安那州东南部普遍出现时速55到70公里大风，其中持续风速最高的是肖万记录下的每小时85公里，庞恰特雷恩湖堤道最北端则出现了100公里的最强阵风时速。大风吹倒了树枝和树木，有些砸到了供电线路，导致22.4万居民家中停电。风暴产生了中等到较大程度降水，其中福尔瑟姆以南的一处地点达到最高的259毫米。降雨导致山洪暴发，道路和车辆被淹，当地排水系统不堪重负。降水还令河流和小溪溢出，坦吉帕霍阿堂区南部的坦吉帕霍阿河沿岸因此出现洪灾，圣坦曼尼堂区的博格法拉雅河与谢克方提河沿岸也有同样情况。博格法拉雅河在7月1日水位达到最高的17.4米，比洪水水位还高3.7米，创下监测站的新纪录。洪水导致多幢建筑物和多条道路受损。华盛顿堂区和利文斯顿堂区也出现了洪水，但程度较轻。整个路易斯安那州共因这场风暴遭受了约4400万美元（2003美元，相当于2025年的7521萬美元）的损失。

### 东部墨西哥湾沿岸
比尔登陆期间给密西西比州汉考克县的韦夫兰（Waveland）带去了1.5米高的风暴潮，引起海滩侵蚀、码头受损、道路被淹，共计造成了约100万美元（2003美元，相当于2025年的171萬美元）的损失。风暴给密西西比州带去的最大持续风速是格尔夫波特比洛克西国际机场（Gulfport-Biloxi International Airport）记录下的每小时69公里，并且该机场和基斯勒空军基地（Keesler Air Force Base）均报告了时速84公里的阵风。该州普降中到大雨，杰克逊县范克里夫（Van Cleave）的降雨量最高，达到241毫米。由于地面土壤含水量饱和致使土层松动，多地都因中等强度阵风导致树木倒塌。派克县和沃尔索尔县有34条道路因这些倒塌的树木而封闭，还有两套民宅受损。此外，沿海地区还报告出现停电。全州多地因降雨导致街道被淹，还有多条河流泛滥。珀尔里弗县因一条溪流溢出导致建筑物和道路被淹。风暴的外围雨带催生出一场强度较弱的龙卷风，这场龙卷风在韦夫兰短暂着陆，刮倒了多棵树木，导致几幢房屋的屋顶受到轻度损伤。整个密西西比州共计遭受了约500万美元（2003美元，相当于2025年的855萬美元）的损失，其中大部分都是因洪水造成。
热带风暴比尔虽然是在路易斯安那州登陆，但阿拉巴马州沿海地区同样受到了影响，海岸受到大浪和潮汐洪水的冲击。多芬岛有一条道路被淹，莫比尔湾（Mobile Bay）沿海公路也有部分路段被海水淹没。阿拉巴马州南半部分普遍出现超过25毫米降雨量，还有局部地区降雨量超过205毫米。有多个县之前几个月一直很潮湿，这场风暴带来的降水则进一步导致了山洪暴发。洪水导致河流和溪流泛滥，多条公路因水位过高暂时无法通行。地表土壤含水量饱和令土层松动，以致时速45到55公里的阵风都刮倒了许多树木，有一些还砸到了供电线路，导致约1.9万人失去电力供应。一辆车被倒下的树砸毁，另有一套房屋的屋顶受损。李县有一男子将车开进了洪水中而需向外求救。道路水浸还引发了几起轻微的交通事故。风暴的外围雨带在克伦肖县催生出一场F1级龙卷风，起初其宽度很小，只造成几棵树木倒塌，两处工棚被毁，还有几套房屋的木瓦受损或是被倒下的树木砸伤。但是，龙卷风之后在向西北方向移动的过程中发展壮大，宽度达到548米，摧毁了两套房屋的屋顶，其中一套的墙壁也受到损伤。这场龙卷风一共持续了8分钟，行进了5公里，造成一人轻微伤，经济损失约20万美元（2003美元，相当于2025年的34.2萬美元）。第二场龙卷风发生在蒙哥马利县西南部，属0级。这场龙卷风的规模很小，只有55米宽，一共持续了6分钟，着陆后向西北方向行进8公里后消散，推倒了几棵树木，砸中一户民房，一所移动房屋，还有一辆汽车。。热带风暴比尔共计给阿拉巴马州造成了约30万美元（2003美元，相当于2025年的51.3萬美元）的损失。
风暴形成数天前就开始给佛罗里达州带去降雨，该州南部多地降雨量超过75毫米。该州西北狭长地带在风暴登陆期间降雨量超过205毫米，导致多条道路封闭或是因水淹而无法通行。风暴产生的雷暴活动在奥卡鲁沙县上空几乎停止移动，由此产生的倾盆大雨在1小时里降雨量就高达150毫米，引起山洪暴发，冲毁了一座桥梁的部分路面。贝县有40套房屋因暴雨引发的洪水受损，帕克的一幢公寓楼内有多位居民被洪水所困，需要船只救援。巴拿马市海滩有两位泳者因遇上风暴产生的汹涌海浪而溺毙，另有十余人需要救援。气旋催生的部分龙卷风一直延伸到了佛罗里达州北部。整个佛罗里达州共计遭受了约100万美元（2003美元，相当于2025年的171萬美元）的损失。

### 美国东南部

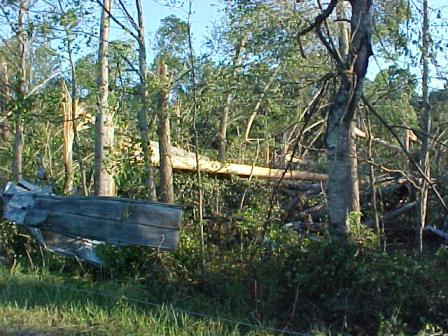
摩根县受龙卷风摧残的树木。

热带风暴比尔给阿肯色州东北部和密苏里州东南部带去小雨，降雨量约25毫米，不过田纳西州局部地区则超过125毫米。乔治亚州西北部也出现中等程度降水，其中最多的门罗达到180毫米。乔治亚州东南部的降雨量大多在25毫米左右，但也有些沿海地区完全没有出现降水。亚特兰大都会区有多地因降雨引发洪灾，部分道路无法通行或是暂时封闭。
南面的潮湿空气与北方冷锋的寒冷空气和低气压相结合，在乔治亚州和南卡罗莱纳州发展出多个超级单体，其中又有许多产生了龙卷风。一场1级龙卷风在潘宁顿（Pennington）着陆并向东北偏北方向行进了5公里远，龙卷风起初经过一间农场，导致两间挤奶棚、一辆约翰·迪尔（John Deere）拖拉机、三间五金储存室受到严重破坏。龙卷风还摧毁了一间干草谷仓、一间车库及其中停放的汽车，还导致一棵树倒塌并砸死了一头牛。龙卷风接下来经过林区，数以百计的树木被扳倒或切断，之后进入更城市化的地区后还推倒了30棵树木，其中有些倒落在20号州际公路上，导致部分路段临时封闭。这场龙卷风还令7套房屋出现损伤，其中主要是屋顶受损，还有一套房子的多扇窗户受到破坏，另一套房屋有一辆工具拖车和一辆汽车被倒塌的树木砸伤，此外还有一幢商业大楼受损。克利托（Clito）报告出现了一场2级龙卷风，刮倒了多棵树木，还损及了几套移动房屋。风暴残留产生了强烈的雷暴活动，导致路易斯维尔附近一套房屋受到相当大的破坏，还令多棵树木倒塌。另外，雷暴还引发了一场持续时间较为短暂的龙卷风。約翰遜縣小镇凯特（Kite）也出现了雷暴活动，多棵树木被连根拔起，一辆汽车和一套房屋被倒塌的树木砸中。亚特兰大有一名男子被倒落的树木砸倒后伤重不治。整个乔治亚州共计遭受了约24.45万美元（2003美元，相当于2025年的41.8萬美元）的损失。

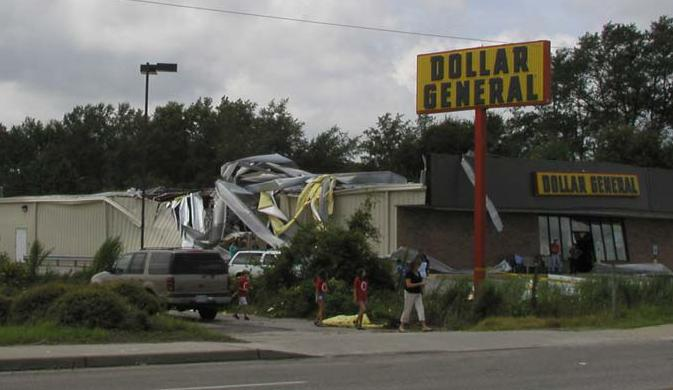
南卡罗莱纳州汉普顿因龙卷风所受破坏。

比尔在美国国家气象局驻南卡罗莱纳州查尔斯顿办事处责任区域内催生的龙卷风暴发数量是继1998年的飓风厄尔以来最多的。其中一场级龙卷风袭击了汉普顿，将树木连根拔起，还导致多条供电线路中断。这场龙卷风还令一家达尔商店严重受损，多套房屋被倒塌的树木砸伤。 斯毛克斯也有一场级龙卷风着陆，多根树木被其连根拔起，还砸中了一辆汽车，另有一套移动房屋的屋顶严重受损，一条狗不幸丧生。风暴给该州北部带去暴雨，局部降雨量超过175毫米。降水导致多地山洪暴发，造成了一定程度的损失。
风暴的残留给北卡罗莱纳州中东部带去了约125毫米降水，该州南部的降雨量更超过175毫米。罗利有位男孩在洪水中淹死。北卡罗莱纳州境内也出现了龙卷风暴发，但具体情况不详。中大西洋各州普降小到中雨，弗吉尼亚州中部降雨量超过125毫米，福尔斯彻奇还降下了少量冰雹。比尔引起的龙卷风暴发在新泽西州境内中止，开普梅县哥珊镇（Goshen）附近沼泽地有一场小规模的级龙卷风短暂着陆，但因一直远离城市而没有造成破坏和人员伤亡。

## 善后
风暴过去一天后，供电公司已经恢复了15.1万客户的电力供应。蒙特古特市民针对堤坝失效散发请愿书，要求提出集体诉讼。美国红十字会把里瑟夫的一间教堂改造成紧急避难所，但第一天晚上只有5人前来，因此该组织将其再次调整成家庭服务中心，有上百户家庭前来请求粮食援助。红十字会还在霍玛开设了避难所，但也只有14人前来躲避。